# 鉄砲伝来
鉄砲伝来（）とは、16世紀にヨーロッパから東アジアへ火縄銃（鉄砲、鐵炮）が伝わったこと、狭義には日本の種子島（当時大隅国、現鹿児島県）に伝来した事件を指す。現物の火縄銃のほか、製造技術や射撃法なども伝わった。年代については諸説ある。

## 種子島への伝来

種子島時堯の像（西之表市）

### 『鉄炮記』の内容
『鉄炮記』によれば、天文12年（1543年）8月25日、大隅国の種子島、西村の小浦（現・前之浜）に一艘の船が漂着した。100人余りの乗客の誰とも言葉が通じなかったが、西村時貫（織部丞）はこの船に乗っていた明の儒者・五峯と筆談してある程度の事情がわかったので、この船を島主・種子島時堯の居城がある赤尾木まで曳航するように取り計らった。
船は8月27日に赤尾木に入港した。時堯が改めて法華宗の僧・住乗院に命じて五峯と筆談を行わせたところ、この船に異国の商人の代表者が2人いて、それぞれ牟良叔舎（むらしゅくしゃ、フランシスコ（葡: Francisco）の音訳）、喜利志多佗孟太（きりしただもうた、クリスタ・ダ・モータ（葡: Crista da Mota）の音訳）という名だった。時堯は2人が実演した火縄銃2挺を買い求め、家臣の篠川小四郎に火薬の調合を学ばせた。時堯が射撃の技術に習熟したころ、紀伊国根来寺の杉坊某もこの銃を求めたので、津田監物に1挺持たせて送り出した。さらに残った1挺を複製するべく金兵衛尉清定ら刀鍛冶を集め、新たに数十挺を作った。また、堺からは橘屋又三郎が銃の技術を得るために種子島へとやってきて、1、2年で殆どを学び取った。
なお、このころ平戸や五島列島を拠点に活動していた倭寇の頭領・王直の号は五峰という。山冠の「峯」は山偏の「峰」の異体字であり(山部)、『鉄炮記』で筆談相手となった明の儒者・「五峯」の名は王直の号と同じである。

### 外国の記録と年代の整合性
一方、アントーニオ・ガルヴァンの著した『新旧世界発見記(葡: Tratado dos Descobrimentos, antigos e modernos)』には、『鉄炮記』の記述の前年にあたる1542年に、フランシスコ（・ゼイモート）と（アントーニオ・）ダ・モータ（『鉄炮記』におけるクリスタは女性名であり、ミドルネームだった蓋然性が高い）が日本に漂着したと書かれている。
このほか、ジョアン・ロドリゲスの『日本教会史』にも1542年、フェルナン・メンデス・ピントの『東洋遍歴記』は1544年の主張があり、伝来に関して言及が見られる代表的な史料としては以下のものがある。
| 著者                                     | 国         | 著書                       | 言及年        | 発行年 |
| ---------------------------------------- | ---------- | -------------------------- | ------------- | ------ |
| アントーニオ・ガルヴァン                 | ポルトガル | 『新旧世界発見記』         | 1542年        | 1563年 |
| フェルナン・メンデス・ピント             | ポルトガル | 『東洋遍歴記』             | 1544年        | 1614年 |
| ジョアン・ロドリゲス                     | ポルトガル | 『日本教会史』             | 1542年        | 1634年 |
| ディオゴ・デ・コート                     | ポルトガル | 『アジア誌』               | 1542年        | 1612年 |
| ガルシア・デ・エスカランテ・アルバラード | スペイン   | 『ビーリャロボス艦隊報告』 | 1542年        | 1548年 |
| 南浦文之                                 | 日本       | 『鉄炮記』                 | 1543年9月23日 | 1606年 |

上記の他にも鄭瞬功が記した『日本一鑑』（1565年）や、ジョヴァンニ・ピエトロ・マッフェイが記した『中国情報』（1582年）など、複数の史料に、鉄砲伝来及び日本列島に関する言及が見られ、その年代は1541年から1544年の間とされている。
これらの史料はいずれも発見の当事者ではなく、伝聞によって間接的に得た情報を元に後年になって記されたものであり、確定し得るものではないが、後年の歴史家によってさまざまな検証・考証がなされ、坪井九馬三が著書『鉄砲伝来考』（1892年)で『鉄炮記』の説を採用し、1946年にゲオルグ・シュールハーメルらが『鉄炮記』説を支持したことから今日の1543年に落ち着いた。現代において、この年代を見直す動きはあるものの、当時の欧州人の東アジア進出の速度を鑑みた場合、この時代に日本列島がヨーロッパ人によって発見されるのは必然であり、今後新しい史料によりその年代に差異が生じたとしても、それが近代史に与えた画期的意義に差異は生じないことなどから、大きな論争には至っていない。

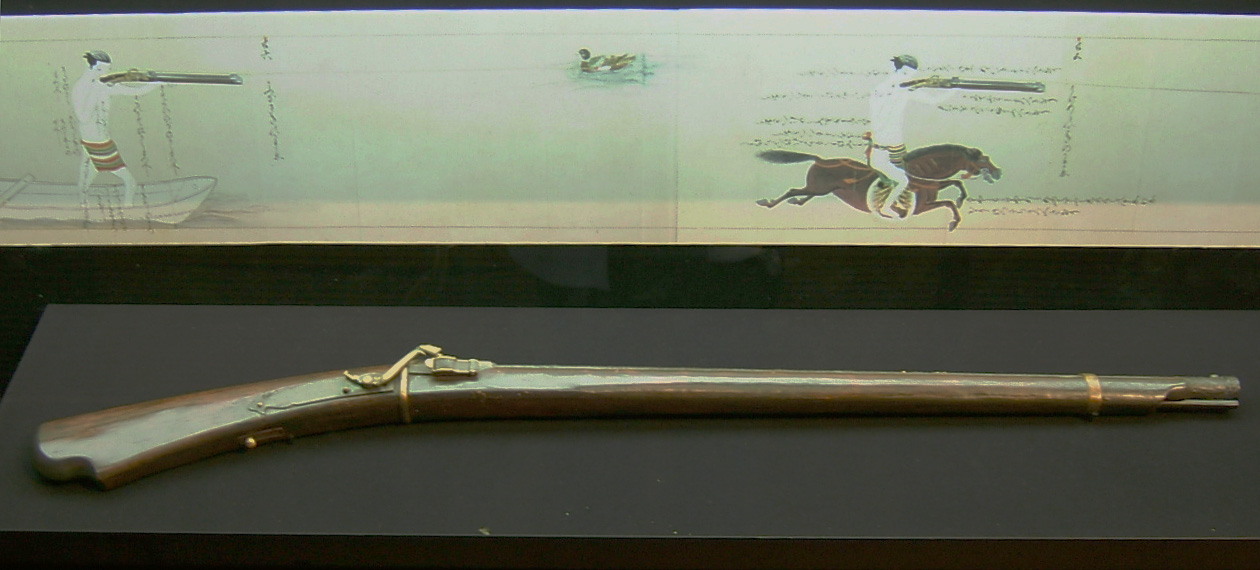
愛知万博で展示された種子島の火縄銃

### ポルトガルから伝来したことの意義
ヨーロッパでは、マルコ・ポーロが『東方見聞録』で「黄金の国ジパング」という名で日本国の存在を伝えて以降、その未知の島は旧来のヨーロッパに伝わる宝島伝説と結び付けられ、多くの人の関心を惹きつけた。しかし、この東洋の未知の島はその後約250年に渡って未知の島であり続け、天文年間にポルトガル人によってその発見が成されるまで、ヨーロッパで発行される世界地図や地球儀の太平洋上をあちらこちらへと浮動しながら描かれた。
宋で生まれた火器はトルコ・イラン系の火薬帝国や欧州へと広まり、各地の戦争で大量に使用された。東アジアでは、この火器普及の第一の波の影響で、先進的な火器を持つ大陸アジア（アッサム・東南アジア北部・明清中国・朝鮮）が海域アジア（低地ビルマ・アユタヤ・コーチシナ・南ヴェトナム・台湾・日本）を優越し封じ込めていた。大陸アジアである明が海洋アジアであるベトナムの胡朝を滅亡させた第四次北属期や、東南アジア諸国へと遠征した鄭和の大航海もこの時期であり、いずれも火器が重要な役割を果たした。ところが、大航海時代に入って海域アジアにはヨーロッパ、とりわけポルトガルからより先進的な火器がもたらされ、軍事的な優劣が逆転した。日本への鉄砲伝来は東アジアにおける火器普及の第二の波の時期に相当し、海域アジアでは戦乱が激化する一方で、例えば豊臣秀吉が朝鮮出兵するなど、大陸アジアへの侵攻を可能とするほどの軍事力を持つことになった。

### 実戦での使用
実戦での最初の使用は、薩摩国の島津氏家臣の伊集院忠朗による大隅国の加治木城攻めであるとされる。

遅くとも天文18年（1549年）までに、種子島の本源寺から堺の顕本寺に鉄砲が届けられており、当時、足利幕府の管領だった細川晴元が、鉄砲献上に対する礼状を、両寺を仲介した法華宗の総本山である本能寺に宛てて出している(『本能寺文書』)。さらに、『言継卿記』の天文19年7月14日(1550年8月26日)には、京の東山で行われた細川晴元と三好長慶の戦闘(中尾城の戦い)で、銃撃により三好側に戦死者が出たことが記されている。

### ねじ
鉄砲伝来はねじの技術も日本にもたらしたとする通説がある。それまで日本ではねじは知られていなかったが、鉄砲の後ろの銃身を塞ぐ部品におねじ（ボルト）とめねじ（ナット）が使われており、八板金兵衛清定がこれを複製したのが日本におけるねじの使用の始まりであるとされる。鉄砲製造とそれに必要なねじの技術を学んだ。ねじは鉄砲の部品以外に日本の工業技術では広まらず、幕末の文明開化でようやく普及した。

## 種子島以外に伝来していたとする説

### 天文以前東アジア式火器伝来説
種子島以前の鉄砲伝来については長沼賢海の鉄砲研究をはじめ、諸説ある。長沼は『日本文化史之研究』（教育研究会、1937年）をはじめとする重要な研究を残したが、現在九州大学に保存される蒐集史料（写本）「神器秘訣」「菅流大蜂窼」「鳥銃記」「異艟舩法火攻泉之巻」といった砲術書の研究は今後の課題である。
長沼は海外文化の「消化」「征服」を「国民性」「民族性」とする日本人が積極的に鉄砲を導入しなかったはずがないという前提のもとに、火薬の爆発力で何らかの物体をとばす器械をすべて「鉄砲」とみなしたうえで（鉄砲＝小銃とする一般的理解とは異なる）、「天文以前」（1543年以前）に中国―琉球ルートおよび朝鮮ルートで中国式銃・朝鮮式銃が伝来したことを主張した。また、「鉄砲記」の記述の信頼性を批判し、西洋式小銃の伝来経路が種子島だけではないことを主張した。長沼のこうした見解には批判もあったが、「天文以前東アジア式火器伝来説」には支持者もいる。
東アジアから東南アジアにおいて、15世紀には中国の明が海禁政策を行い、また日本の室町幕府との日明貿易（勘合貿易）が途絶した事などにより倭寇（後期倭寇）による私貿易、密貿易が活発になっていた。日本や琉球王国においても原始的な火器は使用されていて、火器は倭寇勢力等により日本へも持ち込まれていた可能性を指摘するむきも多い。
ほかにも、鉄砲の伝来は、初期の火縄銃の形式が東南アジアの加圧式火鋏を持った鳥銃に似ている事や東南アジアにおいても先行して火縄銃が使われていた事などから、種子島への鉄砲伝来に代表されるようなヨーロッパからの直接経由でなく倭寇などの密貿易によって東南アジア方面から持ち込まれたとする宇田川武久らの説がある。しかし欧米や日本の研究者の中には、欧州の瞬発式メカが日本に伝えられて改良発展したものが、オランダによって日本から買い付けられて東南アジアに輸出され、それらが手本となって日本式の機構が東南アジアに広まったとする説をとる者も少なくなく、宇田川説を否定的にみる意見も多い。

### 多重伝播説
また、荒木和憲は、「鉄砲伝来の「第一波」が1542年または1543年の種子島へのマラッカ銃（アルケブス銃）の伝来であることはたしかであるが、そのあとに「第二波」「第三波」･･･がそのほかの地域（とくに九州地方）におしよせたのではないか。たしかに種子島へのマラッカ銃の伝来とその国産化があたえた歴史的なインパクトとはくらべるべくもないのであるが、さまざまな種類の銃がたんなる商品の輸入というかたちで伝来していた可能性はある」との見解を提出している。

### 東アジアにおける「火器の時代」説
カリフォルニア州立大学の孫来臣 (Laichen Sun) は、およそ1390年から1683年にかけて、東アジアで「火器の時代」があったことを論じている。火器の時代が始まったとされる1390年には、中国の火器技術はすでに朝鮮や、東南アジア北部に伝播し、また鄭和の遠征により、東南アジア海域部にも拡散したという。アジアにおける中国による最初の火器技術の波は、改良されたヨーロッパの火器技術がアジアに広がり、ヨーロッパによる第二の技術波及が始まった、16世紀初頭まで続いた。この時代には、中国由来の火器がアジア史において重要な役割をはたし、全般的な趨勢としては、大陸アジア（中国・朝鮮・東南アジア北部）が、海洋アジア（日本・台湾・チャンパ・東南アジア海域部）を押さえ込んでいた。

### 軍記物
『北条五代記』に、関八州に鉄炮はじまる事、という記述がある。ここでは、1510年（永正7年）に唐（中国）から渡来したという。
大久保忠教の『三河物語』では、松平清康が、熊谷実長が城へ押し寄せた際に、四方鉄砲を打ち込むと記載されている。1530年（享禄3年）のこととされる。また、今川殿の名代として、北条早雲が松平方の西三河の岩津城を攻撃した際に、四方鉄砲を放つとある、出版社の欄外の解説には、この役は、1506年（永正3年）のことで、鉄砲はこのときないとして、『鉄炮記』の記述を支持している。

## 文献情報
- 中島楽章「ポルトガル人の日本初来航と東アジア海域交易」『史淵』第142巻、九州大学大学院人文科学研究院、2005年3月、33-72頁、doi:10.15017/3701、hdl:2324/3701、ISSN 03869326、NAID 110006263242、CRID 1390009224835615488。
- 久芳崇「東アジア火器史研究の現状と課題- -ワークショップ「火器技術から見た海域アジア史」をめぐって」『満族史研究』第5号、満族史研究会、2006年9月、131-136頁、ISSN 13474669、CRID 1522825129696843264。
- 佐々木稔『火縄銃の伝来と技術』吉川弘文館、2003年。ISBN 9784642033831。 NCID BA61630061。全国書誌番号:20392082。

## 関連作品
- 映画「鉄砲伝来記」（1968年（昭和43年）大映、監督：森一生）